# Paramesembrius
Paramesembrius là một chi ruồi trong họ Syrphidae.

## Các loài
- Paramesembrius abdominalis
- Paramesembrius bellus